# Max Theiler
Max Theiler (Pretoria, 30 januari 1899 – New Haven, 11 augustus 1972) was een Zuid-Afrikaans-Amerikaans viroloog. Hij won in 1951 de Nobelprijs voor de Fysiologie of Geneeskunde voor zijn ontdekking van een vaccin tegen gele koorts.

## Levensloop
Theiler werd geboren als jongste van vier kinderen van Arnold Theiler (1867-1936), een bacterioloog, en Emma Jegge Theiler. Beide ouders waren immigranten uit Zwitserland. Hij volgde onderwijs aan de Pretoria Boys High School, Rhodes University College en de Universiteit van Kaapstad. Daar studeerde hij in 1918 af. Hij verliet hierna Zuid-Afrika om door te studeren aan St Thomas's Hospital Medical School, King's College London en de London School of Hygiene and Tropical Medicine.
In 1922 kreeg hij zijn diploma in tropische medicijnen en hygiëne, en werd hij een licentiaat van de Royal College of Physicians. Theiler wilde graag een carrière in de onderzoekswereld. Daarom nam hij in 1922 een positie aan de Harvard-universiteit, aan de faculteit Tropische Medcijnen. Hij bracht hier jaren door met zoeken naar een vaccin tegen dysenterie en rat-bite fever. Uiteindelijk werd hij assistent van Andrew Sellards, en begon met zijn onderzoek naar gele koorts.
In 1926 bewezen de twee dat de infectieziekte gele koorts niet werd veroorzaakt door de bacterie Leptospira icteroides, zoals eerder werd beweerd door Hideyo Noguchi. In 1928 stelden ze vast dat het een flavivirus betrof dat door muggen werd verspreid. Tevens toonden ze aan dat de Afrikaanse variant en Zuid-Amerikaanse variant van gele koorts immonologisch identiek waren. Theiler liep bij het onderzoek zelf gele koorts op, maar herstelde en werd zo immuun voor de ziekte.
In 1928 trouwde Theiler met Lillian Graham. Samen kregen ze een dochter. Alhoewel hij in 1923 naar de Verenigde Staten was geëmigreerd en daar de rest van zijn leven verbleef vroeg hij nooit het Amerikaanse staatsburgerschap aan.
In 1930 ging Theiler naar het Rockefeller-instituut in New York waar hij later directeur werd van het viruslaboratorium. Door onderzoek op muizen ontdekte Theiler dat een verzwakte versie van het virus mogelijk de sleutel vormde tot een vaccin. In 1937 slaagde hij erin een vaccin te maken, dat nog steeds wordt gebruikt. Tussen 1940 en 1947 produceerde het Rockefeller-instituut meer dan 28 miljoen dosis van het 17D-vaccin en maakte daarmee een einde aan gele koorts als belangrijkste ziekte. Van 1964 tot 1967 was Theiler hoogleraar epidemiologie en microbiologie aan de Yale-universiteit. In 1949 werd Theiler onderscheiden met de Lasker Award.

## Publicaties
Max Theiler schreef mee aan drie boeken: Viral and Rickettsial Infections of Man (1948), Yellow Fever (1951) en The Attropod-Borne Viruses of Vertebrates: An Account of The Rockefeller Foundation Virus Program 1951-1970 (1973, coauteur Wilbur G. Downs). Hij schreef ook talloze papers voor The American Journal of Tropical Medicine en Annals of Tropical Medicine and Parasitology.
- Gemeinsame Normdatei: 1059876272
- Historisch woordenboek van Zwitserland: 030111
- International Standard Name Identifier: 0000 0001 1952 0143
- Library of Congress Control Number: no2011076025
- Nationale Bibliotheek van Tsjechië: nlk20010092595
- SNAC: w6z62t25
- Virtual International Authority File: 84816695
- WorldCat: E39PBJrmfgxMwRWKjfFKtmvj4q

1901: Behring · 
1902: Ross · 
1903: Finsen · 
1904: Pavlov · 
1905: Koch · 
1906: Golgi, Ramón y Cajal · 
1907: Laveran · 
1908: Mechnikov, Ehrlich · 
1909: Kocher · 
1910: Kossel · 
1911: Gullstrand · 
1912: Carrel · 
1913: Richet ·
1914: Bárány · 
1919: Bordet · 
1920: Krogh · 
1922: Hill, Meyerhof · 
1923: Banting, Macleod · 
1924: Einthoven ·
1926: Fibiger · 
1927: Wagner-Jauregg · 
1928: Nicolle · 
1929: Eijkman, Hopkins · 
1930: Landsteiner · 
1931: Warburg · 
1932: Sherrington, Adrian · 
1933: Morgan · 
1934: Whipple, Minot, Murphy · 
1935: Spemann · 
1936: Dale, Loewi · 
1937: Szent-Györgyi · 
1938: Heymans · 
1939: Domagk · 
1943: Dam, Doisy · 
1944: Erlanger, Gasser · 
1945: Fleming, Chain, Florey · 
1946: Muller · 
1947: C. Cori, G. Cori, Houssay · 
1948: Müller · 
1949: Hess, Moniz · 
1950: Kendall, Reichstein, Hench · 
1951: Theiler · 
1952: Waksman · 
1953: Krebs,Lipmann ·
1954: Enders, Weller, Robbins · 
1955: Theorell · 
1956: Cournand, Forssmann, Richards · 
1957: Bovet · 
1958: Beadle, Tatum, Lederberg · 
1959: Ochoa, Kornberg · 
1960: Burnet, Medawar · 
1961: Békésy · 
1962: Crick, Watson, Wilkins · 
1963: Eccles, Hodgkin, Huxley · 
1964: Bloch, Lynen · 
1965: Jacob, Lwoff, Monod · 
1966: Rous, Huggins · 
1967: Granit, Hartline, Wald · 
1968: Holley, Khorana, Nirenberg · 
1969: Delbrück, Hershey, Luria · 
1970: Katz, Euler, Axelrod · 
1971: Sutherland · 
1972: Edelman, Porter · 
1973: Frisch, Lorenz, Tinbergen · 
1974: Claude, De Duve, Palade · 
1975: Baltimore, Dulbecco, Temin ·
1976: Blumberg, Gajdusek · 
1977: Guillemin, Schally, Yalow · 
1978: Arber, Nathans, Smith · 
1979: Cormack, Hounsfield · 
1980: Benacerraf, Dausset, Snell · 
1981: Sperry, Hubel, Wiesel · 
1982: Bergström, Samuelsson, Vane · 
1983: McClintock · 
1984: Jerne, Köhler, Milstein · 
1985: Brown, Goldstein · 
1986: Cohen, Levi-Montalcini · 
1987: Tonegawa · 
1988: Black, Elion, Hitchings · 
1989: Bishop, Varmus · 
1990: Murray, Thomas · 
1991: Neher, Sakmann · 
1992: Fischer, Krebs · 
1993: Roberts, Sharp · 
1994: Gilman, Rodbell · 
1995: Lewis, Nüsslein-Volhard, Wieschaus · 
1996: Doherty, Zinkernagel · 
1997: Prusiner · 
1998: Furchgott, Ignarro, Murad · 
1999: Blobel · 
2000: Carlsson, Greengard, Kandel ·
2001: Hartwell, Hunt, Nurse · 
2002: Brenner, Horvitz, Sulston · 
2003: Lauterbur, Mansfield · 
2004: Axel, Buck · 
2005: Marshall, Warren ·
2006: Fire, Mello ·
2007: Capecchi, Smithies, Evans ·
2008: Zur Hausen, Barré–Sinoussi, Montagnier ·
2009: Blackburn, Greider, Szostak ·
2010: Edwards ·
2011: Beutler, Hoffmann, Steinman ·
2012: Gurdon, Yamanaka ·
2013: Rothman, Schekman, Südhof ·
2014: O'Keefe, Moser, Moser ·
2015: Campbell, Omura, Tu ·
2016: Osumi ·
2017: Hall, Rosbash, Young ·
2018: Allison, Honjo ·
2019: Kaelin, Ratcliffe, Semenza ·
2020: Alter, Houghton, Rice ·
2021: Julius, Patapoutian ·
2022: Pääbo ·
2023: Karikó, Weissman ·
2024: Ambros, Ruvkun